# Katarina Eriksdotter
Katarina Eriksdotter (död efter 1156) var en svensk prinsessa. Hon var dotter till den svenske 1100-talskungen Erik den helige och drottning Kristina Björnsdotter.
Katarina var gift med Nils Blake, med vilken hon fick dottern Kristina, som gifte sig med västgötalagmannen Eskil Magnusson.